# Блюдо (посуд)

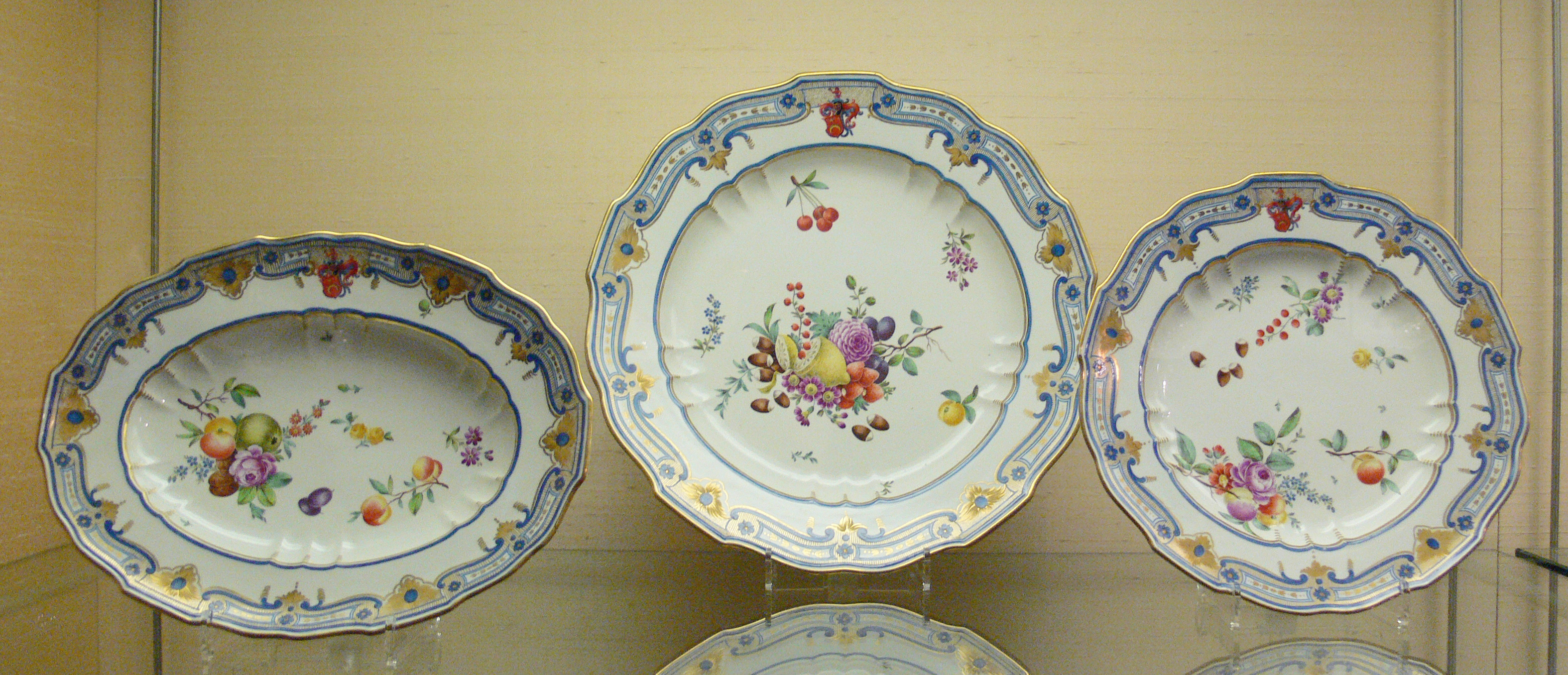
Блюда різних форм та розмірів

Блю́до, полу́мисок, тарі́ль — плоский керамічний виріб, переважно круглої або овальної форми, з піднятими або розгорнутими краями, призначений для сервірування столу.
Блюда можуть випускати окремими виробами, а також входити до складу наборів та комплектів посуду (сервізів).

## Етимологія
Слово «блюдо» походить від д.-рус. блюдо, блюдва < прасл. *bljudo, *bljudъ < *bjudo, *bjudъ: вважають, що воно теж має германську етимологію.

## Типи
Залежно від розмірів страва може бути великою плоскою чашею, або бути родом великої тарілки, круглої або довгастої, і іноді мати кришку, звідси, маленька тарілка — блюдце — невелике столове блюдо, що є підставкою для чашки, і блюдечко — означає зазвичай чайне.